# Anhelivka, Zalișciîkî
Anhelivka (în ucraineană Ангелівка) este un sat în comuna Podillea din raionul Zalișciîkî, regiunea Ternopil, Ucraina.

## Demografie
Componența lingvistică a localității Anhelivka
     Ucraineană (99,06%)
     Alte limbi (0,94%)
Conform recensământului din 2001, majoritatea populației localității Anhelivka era vorbitoare de ucraineană (99,06%), existând în minoritate și vorbitori de alte limbi.